# Александар Градски
Александар Борисович Градски (рус. Александр Борисович Градский), при рођењу Фрадкин (Фрадкин); Копејск, 3. новембар 1949 — Москва, 28. новембар 2021) био је совјетски и руски певач, мултиинструменталист, песник, композитор; народни уметник Руске Федерације (1999), лауреат Државне награде Руске Федерације (1999), лауреат међународног фестивала естрадне песме „Братиславска лира” (1976). Један од оснивача руског рока.

## Дискографија

### Студијски албуми
- (1980)
- (1984)
- (1987)
- (1987)
- (1987)
- (1987)
- (1988)
- (1988)
- (1988)
- (1989)
- (1990)
- Metamorphoses (1991)
- (1991)
- (2003)
- (2011)

### Концертни албуми
- (1996)
- (2000)
- (2010)

### Саундтрекови
- (1974)
- (1976)
- (1976)
- (1985)
- (1988)
- (2009)

### Компилације
- (1996)
- (1996)
- (1997)
- (1998)
- (2011)
- (2018)